# Rhinebothrium spinicephalum
Rhinebothrium spinicephalum är en plattmaskart. Rhinebothrium spinicephalum ingår i släktet Rhinebothrium och familjen Phyllobothriidae. Inga underarter finns listade i Catalogue of Life.